# Aulus Bebi
Aulus Bebi (llatí: Aulus Baebius) va ser un magistrat romà. Formava part de la gens Bèbia, una família romana d'origen plebeu.
Va provocar la mort dels membres del senat d'Etòlia, on era governador, l'any 167 aC i en conseqüència va ser condemnat per Roma. Titus Livi li dona el càrrec de praeses que més tard va ser considerat pels juristes com a equivalent a governador provincial, però el mot era desconegut a l'època. No se sap amb certesa si era el governador d'Etòlia o bé simplement de la ciutat en què es va produir l'assassinat dels senadors.
Un personatge amb el mateix nom fou:
- Aulus Bebi, un equite d'Asta (Hispània) que va desertar del camp pompeià i es va passar a Juli Cèsar amb els seus homes el 45 aC.[2]